# Cornelia Oehlmann
Cornelia Oehlmann (* 1974) ist ein ehemaliges deutsches Fotomodell sowie Schönheitskönigin.
Cornelia Oehlmann, die damals das Wirtschaftsgymnasium abschloss und in Engen-Welschingen lebte, gewann 1993 im Alter von 19 Jahren die Wahl zur Miss Baden-Württemberg. Am 15. Dezember desselben Jahres setzte sie sich bei der im Maritim Airport-Hotel in Hannover von der Miss Germany Corporation veranstalteten Wahl zur Miss Germany 1994 durch. Cornelia Oehlmann hatte bereits im Alter von 14 Jahren erste Erfahrungen als Model gesammelt und stand bei der Engener Event-Agentur Top Form unter Vertrag erhielt als Preise für ihren Sieg unter anderem ein Auto und eine Reise auf die Kapverdischen Inseln. Im Jahr nach der Wahl absolvierte sie eine Vielzahl von Werbe- und Präsentationsterminen, zu denen sie nach eigenen Angaben allein mit ihrem Auto etwa 60.000 Kilometer in ganz Deutschland unterwegs war. Als Vertreterin der Miss Germany Corporation nahm sie am 5. November 1994 in Moskau an der Wahl zur Queen of the World teil und erreichte das Halbfinale.
Nach dem Jahr als amtierende Miss Germany absolvierte sie eine Ausbildung zur Grafikdesignerin. Cornelia Oehlmann ist verheiratet und hat zwei Söhne.